# José Mouta Liz
José Luis Martinho da Mouta Liz (Lisboa, 1 de agosto de 1939 – Lisboa, Alcântara, 20 de junho de 2025) foi um quadro do Banco de Portugal e sindicalista no Sindicato dos Bancários. No pós-25 de abril, militou em várias organizações políticas como o MES, apoiou a candidatura presidencial de Otelo de 1976 e foi fundador da OUT. 
Mais tarde, foi fundador e dirigente do partido político Força de Unidade Popular (FUP) e alegadamente da organização terrorista Forças Populares 25 de Abril (FP25), em conjunto com Otelo Saraiva de Carvalho e Pedro Goulart. Ambas, FP25 e FUP eram duas componentes do Projecto Global. Mouta Liz negou sempre a sua ligação com as FP-25.

## Biografia

### Educação e carreira profissional
Viveu na Figueira da Foz, concluiu o curso geral dos liceus, trabalhou como recepcionista. Em 1960, fez o curso de sargentos milicianos e, entre 1961 e 1963, foi mobilizado para o Leste de Angola. Formou-se mais tarde em economia e começou a trabalhar no Banco de Portugal onde chegou a desempenhar o cargo de Tesoureiro. Foi o responsável pelos saneamentos ocorridos no Banco de Portugal no período do PREC, em 1975 [FONTE NECESSÁRIA]. 

### Militância política
Antes do 25 de Abril de 1974, é ativista na luta pelos direitos dos trabalhadores no setor bancário, pertencendo aos órgãos do Sindicato dos Bancários anos mais tarde.
Militou no Movimento de Esquerda Socialista (MES) e no Movimento Socialista Unificado (MSU), ambos partidos de esquerda radical. O MES foi fundado em dezembro de 1974, juntando destacados oposicionistas à ditadura. Os seus fundadores incluem personalidades como Agostinho Roseta, Augusto Mateus, Jerónimo Franco, Jorge Sampaio, Marcolino Abrantes, Paulo Bárcia, Rogério de Jesus, António Machado, Alberto Martins, Luís Filipe Fazendeiro, Luís Manuel Espadaneiro, Carlos Pratas, José Galamba de Oliveira, Joaquim Cavaqueiro Mestre, José Manuel Galvão Teles, Eduardo Ferro Rodrigues, Nuno Teotónio Pereira, César de Oliveira, Vítor Wengorovius, Eduarda Dionísio, João Martins Pereira ou João Bénard da Costa. Vários destes iriam assumir cargos relevantes na democracia como Presidente da República, Presidente da Assembleia da República, Ministros ou Secretários de Estado, entre outros.
Apoia Otelo Saraiva de Carvalho na candidatura presidencial de 1976. Otelo ficaria em segundo lugar, atrás de Ramalho Eanes, reunindo 800.000 votos ou 16%. O candidato presidencial era apoiado por FSP, MES, PRP e UDP.
Dois anos mais tarde, aparece como um dos dirigentes máximos da Organização Unitária de Trabalhadores (OUT). Esta, criada em 1978, na Marinha Grande, congregava várias organizações da esquerda radical que defendiam a violência armada como método de acção política. A sua fundação reuniu 1400 militantes. Algumas preocupações desta organização política referiam-se ao então branqueamento e recuperação de políticos e operacionais do Estado Novo, à violência bombista das organizações terroristas de direita, ou à repressão política e violência policial.
Em 1980, Mouta Liz participa na fundação do partido político Força de Unidade Popular (FUP). A FUP é anunciada publicamente a 28 de março e oficializada a 28 de julho no Supremo Tribunal de Justiça. No anúncio público filmado pela RTP, representantes do MES - Movimento de Esquerda Socialista, OUT - Organização Unitária de Trabalhadores, PC(m-l)P - Partido Comunista (marxista-leninista) de Portugal, PC(R) - Partido Comunista (Reconstruído), PRP - Partido Revolucionário do Proletariado, UC - Unidade Comunista, UDP - União Democrática Popular e quatro independentes rubricam o acordo. A FUP funcionaria como frente eleitoral como alternativa de esquerda revolucionária, mas mantendo as diferentes organizações a sua independência. Vários destes movimentos sairiam pouco depois em discordância por não haver uma demarcação da ações das FP-25.

### Acusação de pertencer às FP-25 de Abril
Mouta Liz negou sempre a sua ligação às FP-25.
No entanto, foi acusado de ser um elemento essencial de ligação da Estrutura Civil Armada, onde se integravam as FP25 e a Organização Política de Massas onde se integrava a FUP, partido político que fornecia suporte político às FP25 em contrapartida dos financiamentos, obtidos via assaltos a bancos e instituições públicas.
Era referido várias vezes nos cadernos de Otelo como «ML». É o responsável, no Projeto Global (FP-25 de Abril), encarregado de contabilizar o dinheiro proveniente de assaltos bem como a sua distribuição depois de aprovados os orçamentos. Como dirigente participou nas várias reuniões da Direção Político Militar, nomeadamente a famosa reunião do Conclave, ocorrida na Serra da Estrela a 6 e 7 de abril de 1984, onde todos os presentes estavam encapuçados. A reunião foi o mais importante encontro ocorrido no âmbito do Projecto Global e ocorre numa tentativa de resolver divergências sobre a estratégia a assumir, bem como o de travar um excessivo protagonismo de Otelo e dos seus apoiantes.
É um dos responsáveis pela intimidação a um agente da DINFO, destacado para vigiar, à paisana, uma reunião da FUP, a 5 e 6 de março de 1983, no Hotel do Vimeiro, onde, estiveram ali reunidas várias dezenas de operacionais das FP25.
É-lhe imputada responsabilidade directa no assalto a uma carrinha de transporte de valores, do Banco Fonsecas & Burnay, que transportava dinheiro entre um balcão deste banco e o Banco de Portugal [FONTE NECESSÁRIA]. Neste assalto, resultou no roubo de 108 mil contos em notas (cerca de 539 mil euros), e ocorreu na Rua Camilo Castelo Branco, perto do Marquês de Pombal, em Lisboa. Foi à data o maior assalto armado realizado em Portugal. José Macedo Correia, que depois da sua detenção veio a colaborar com a justiça, o assalto só foi sido possível pelas informações transmitidas por José Mouta Liz, dirigente da organização e à data Director do Banco de Portugal. Em documentos posteriormente aprendidos, quando da prisão de um dirigente da organização, José Soares Neves, o dinheiro terá sido distribuído pelas várias componentes do Projecto Global: CNASPEL, FUP e IEP (que hoje dá pelo nome de Roteliz, com actividade em Angola, da qual Romeu Francês, Otelo Saraiva de Carvalho e José Mouta Liz são accionistas).

### Processo judicial

#### Detenção e sentença provisória
No âmbito da operação Orion, a 20 de junho de 1984, Mouta Liz encontrava-se a trabalhar no Banco de Portugal, quando da execução do mandado de detenção. Por cortesia, a Polícia Judiciária apresenta-se à administração do Banco, presidido por Manuel Jacinto Nunes e tendo como vice-presidentes Rui Vilar, Vitor Constâncio e Alexandre Vaz Pinto. No entanto, Mouta Liz que se encontrava a trabalhar no banco é informado, pondo-se imediatamente em fuga, não voltando a aparecer porque, entretanto, recorreu a uma baixa médica. Só viria a ser preso uns meses mais tarde, a 18 de setembro de 1984, já depois de ter dado uma entrevista ao jornal Expresso, durante um almoço no restaurante Pabe, em Lisboa. O seu advogado foi Salgado Zenha, histórico dirigente socialista.
Foi condenado pelo tribunal da 1.ª instância e 15 anos de prisão, pena agravada pelo Tribunal da Relação para 18 anos e depois reduzida pelo Supremo Tribunal de Justiça para 17 anos de pena de prisão efectiva. Mas os arguidos iriam recorrer.

#### Inconstitucionalidade, amnistia e inocência
Considerando o recurso interposto pelos arguidos, o Tribunal Constitucional decretou a inconstitucionalidade da sentença provisória, o que obrigaria a um novo julgamento. Seria libertado pelo Supremo Tribunal de Justiça por excesso de prisão preventiva, como a maioria dos acusados, devido à pressão internacional e a um novo código que respeitava as regras democráticas e europeias.
Foi amnistiado pela Assembleia da Republica a pedido de Mário Soares. A lei amnistiava as infrações com motivações políticas cometidas entre junho de 1976 e 21 de julho de 1991. A votação feita nominalmente, a pedido do CDS, que votou contra. Entre os 220 deputados presentes, 123 votaram a favor, 94 contra e três abstiveram-se. De salientar que, anteriormente, já se tinha amnistiado os crimes entre o 25 de Abril de 1974 e 1976, beneficiando organizações de direita como MDLP (Spínola e Alpoim Calvâo), ELP (Barbieri Cardoso) e CODECO (Soares Carneiro).
Seria ainda inocentado da autoria material dos crimes, como Otelo, em 2001 no Tribunal da Boa Hora e 2003 no Tribunal da Relação.

### Últimos anos
Mouta Liz veio a trabalhar na discoteca “Banana Power”, pertencente ao arquitecto Tomás Taveira e mais tarde, juntamente com Otelo e o seu advogado Romeu Francês, cria a Roteliz, evolução da EIP, que se tornou uma empresa de "trading" com particulares relações com o estado e o exército angolano. Um dos seus filhos, Luís de Assunção Pedro da Mouta Liz é o Vice-Procurador-Geral da República de Angola.

## Obras
- "Otelo Saraiva de Carvalho - Acusação e Absolvição. O projecto global e as FP-25 de Abril", de José Mouta Liz e Romeu Francês, 2022, Âncora Editora.

## Morte
Mouta Liz morreu em 20 de junho de 2025, no Hospital CUF Tejo, em Lisboa, onde estava internado na unidade de cuidados paliativos.